# Quartilho
Quartilho war ein Volumenmaß in Portugal und Brasilien. Das Maß wurde für Wein und Öl verwendet. Es ist nicht mit dem spanischen Quartillo zu verwechseln.
- 1 Quartilho = 17 3/5 Pariser Kubikzoll = 7/20 Liter  oder 0,35 Liter
- 4 Quartilho = 1 Cahado
- 24 Quartilho = 1 Alqueira/Pota
- 48 Quartilho = 1 Almuda
- 1248 Quartilho = 1 Pipa
- 2496 Quartilho = 1 Tonnelada/Tonel